# Daniel Glazman
Daniel Glazman (* 25. února 1967) je francouzský programátor známý pro svou práci na Mozilla Composeru a komponentě editoru v Mozilla Suite, resp. na samostatném editoru webových stránek Nvu.
V roce 1989 ukončil studia na École Polytechnique a v roce 1991 na Sup'Télécom Paris. Začal pracovat ve společnosti Grif, která se specializovala na vývoj editorů SGML. Za svého působení v Grifu vytvořil jeden z prvních WYSIWYG editorů pro tabulky CALS.
Pracoval ve výzkumném a vývojovém centru Electricité de France v letech 1994–2000, kde postupně zastával různé pozice od inženýra výzkumu po managera týmu. Glazman se účastnil standardizace HTML 4 a CSS 2 a stále je přizvaným expertem v pracovní skupině W3C pro CSS, je také autorem nebo editorem několika modulů CSS 3. Od roku 2008 je předsedou pracovní skupiny W3C pro CSS.
V roce 2000 Glazman krátce pracoval jako technický ředitel ve francouzské pobočce Amazonu a ve společnosi Halogen. Na konci téhož roku nastoupil do Netscape Communications Corporation, aby pracoval v rámci projektu Mozilla na zobrazování CSS, komponentě editoru a editoru webových stránek Composer.
Po zániku vývojového oddělení Netscape založil v roce 2003 vlastní společnost Disruptive Innovations, která je známá především díky editoru webových stránek Nvu, obdobě Mozilla Composeru připravované pro Linspire Corporation. Nvu je považován jako přirozený doplněk k aplikacím Mozilla Firefox a Mozilla Thunderbird. Po ukončení vývoje Nvu nyní pracuje na vývoji jeho nástupci BlueGriffon.